# 1913 w muzyce
Wydarzenia muzyczne w 1913 roku.

## Wydarzenia
- 1 kwietnia – w Nicei odbyła się premiera opery La vide breve (Życie jest krótkie) autorstwa Manuela de Fali
- 29 maja – w Paryżu Igor Strawinski wystawia balet Święto wiosny

## Urodzili się
- 3 stycznia – Henryk Anders, polski muzykolog (zm. 1993)
- 15 stycznia – Miriam Hyde, australijska kompozytorka, pianistka, poetka; pedagog muzyczny (zm. 2005)
- 24 stycznia – Norman Dello Joio, amerykański kompozytor, organista i pedagog (zm. 2008)
- 25 stycznia – Witold Lutosławski, polski kompozytor współczesny i dyrygent, także pianista (zm. 1994)
- 29 stycznia – Jimmy Van Heusen, amerykański kompozytor muzyki rozrywkowej (zm. 1990)
- 31 stycznia – Halina Stecka, polska śpiewaczka operowa (mezzosopran) (zm. 1980)
- 17 lutego – René Leibowitz, francuski kompozytor, dyrygent, teoretyk muzyki i pedagog (zm. 1972)
- 26 lutego – Albin Fechner, polski śpiewak (baryton), pedagog (zm. 1986)
- 11 marca – John Weinzweig, kanadyjski kompozytor (zm. 2006)
- 14 marca
  - Jan Markowski, polski kompozytor i pianista, oficer Wojska Polskiego (zm. 1980)
  - Witold Rudziński, polski kompozytor, historyk muzyki i pedagog (zm. 2004)
- 30 marca – Frankie Laine, amerykański wokalista country (zm. 2007)
- 31 marca – Etta Baker, amerykańska gitarzystka i wokalistka bluesowa (zm. 2006)
- 3 kwietnia – George Barati, amerykański kompozytor, dyrygent i wiolonczelista pochodzenia węgierskiego (zm. 1996)
- 13 kwietnia – Jean Fournet, francuski dyrygent (zm. 2008)
- 20 kwietnia – Ernest Bour, francuski dyrygent (zm. 2001)
- 30 kwietnia
  - Werner Meyer-Eppler, niemiecki elektroakustyk, prekursor muzyki elektronicznej (zm. 1960)
  - Maria Morbitzer, polska śpiewaczka operowa, pedagog muzyczny (zm. 2016)
- 1 maja – Walter Susskind, brytyjski dyrygent pochodzenia czeskiego (zm. 1980)
- 2 maja – Florian Dąbrowski, polski kompozytor, pedagog i działacz muzyczny (zm. 2002)
- 6 maja – Gyula Dávid, węgierski kompozytor muzyki poważnej (zm. 1977)
- 12 maja – Jamelão, brazylijski piosenkarz stylu samby (zm. 2008)
- 13 maja
  - Constantin Silvestri, rumuński dyrygent i kompozytor (zm. 1969)
  - Lubomir Szopiński, polski dyrygent, wiolonczelista i kompozytor (zm. 1961)
- 16 maja – Woody Herman, amerykański klarnecista i saksofonista jazzowy (zm. 1987)
- 22 maja – Nikita Bogosłowski, radziecki kompozytor, dyrygent; Ludowy Artysta ZSRR (zm. 2004)
- 31 maja
  - Irena Garztecka-Jarzębska, polska kompozytorka, pianistka i pedagog (zm. 1963)
  - Jerzy Wasowski, polski dziennikarz radiowy, kompozytor i reżyser pochodzenia żydowskiego (zm. 1984)
- 18 maja – Charles Trenet, francuski piosenkarz, kompozytor i autor tekstów (zm. 2001)
- 10 czerwca – Tichon Chriennikow, rosyjski kompozytor (zm. 2007)
- 11 czerwca – Risë Stevens, amerykańska śpiewaczka operowa (mezzosopran) (zm. 2013)
- 12 czerwca – Maurice Ohana, francuski kompozytor pochodzenia hiszpańskiego (zm. 1992)
- 23 czerwca – Helen Humes, amerykańska wokalistka jazzowa i bluesowa (zm. 1981)
- 24 czerwca – Heinrich Hollreiser, niemiecki dyrygent (zm. 2006)
- 7 lipca – Pinetop Perkins, amerykański pianista i wokalista bluesowy (zm. 2011)
- 10 lipca – Ljuba Welitsch, bułgarska śpiewaczka (sopran) (zm. 1996)
- 1 sierpnia – Jerome Moross, amerykański kompozytor muzyki poważnej (zm. 1983)
- 14 sierpnia – Ferruccio Tagliavini, włoski śpiewak operowy (tenor) (zm. 1995)
- 22 sierpnia – Robert Schollum, austriacki kompozytor (zm. 1987)
- 23 sierpnia – Bob Crosby, amerykański piosenkarz i aktor (zm. 1993)
- 26 sierpnia – Eddie Courts, polski kompozytor (zm. 1993)
- 29 sierpnia – Jan Ekier, polski pianista, pedagog, kompozytor, redaktor (zm. 2014)
- 7 września – Villem Kapp, estoński kompozytor i pedagog (zm. 1964)
- 9 września – Julie Gibson, amerykańska aktorka i piosenkarka (zm. 2019)
- 15 września – Henry Brant, amerykański kompozytor muzyki poważnej (zm. 2008)
- 16 września – Michał Ślaski, polski aktor operetkowy, reżyser (zm. 2000)
- 24 września – Herb Jeffries, amerykański aktor, wokalista jazzowy i country (zm. 2014)
- 25 września – Maria Tănase, rumuńska aktorka i piosenkarka, wykonawczyni tradycyjnej muzyki ludowej i popularnej (zm. 1963)
- 7 października – Raimond Valgre, estoński muzyk i kompozytor (zm. 1949)
- 8 października – Helmut Krebs, niemiecki śpiewak operowy (tenor) (zm. 2007)
- 16 października
  - Gino Bechi, włoski śpiewak operowy (baryton) (zm. 1993)
  - Cesar Bresgen, austriacki kompozytor (zm. 1988)
- 19 października – Vinicius de Moraes, brazylijski poeta, prozaik, dramaturg, krytyk filmowy, muzyk, kompozytor, wokalista (zm. 1980)
- 24 października – Tito Gobbi, włoski śpiewak operowy (baryton) (zm. 1984)
- 2 listopada – Harry Babbitt, amerykański piosenkarz (zm. 2004)
- 3 listopada – Marika Rökk, węgierska aktorka, śpiewaczka i tancerka (zm. 2004)
- 15 listopada – Józef Klonowski, polski działacz śpiewaczy i polonijny w Niemczech, dyrygent i nauczyciel muzyki (zm. 1976)
- 19 listopada – Ataúlfo Argenta, hiszpański dyrygent i pianista (zm. 1958)
- 20 listopada – Jakow Zak, rosyjski pianista i pedagog (zm. 1976)
- 22 listopada – Benjamin Britten, angielski kompozytor i dyrygent (zm. 1976)
- 2 grudnia – Marc Platt, amerykański tancerz baletowy i musicalowy, performer, aktor (zm. 2014)
- 4 grudnia – Johann Cilenšek, niemiecki kompozytor (zm. 1998)
- 10 grudnia – Morton Gould, amerykański kompozytor, dyrygent, aranżer i pianista (zm. 1996)
- 23 grudnia – Hans Henkemans, holenderski kompozytor i pianista oraz lekarz psychiatra (zm. 1995)
- 24 grudnia – Halina Kowalska, polska wiolonczelistka (zm. 1998)
- 25 grudnia – Tony Martin, amerykański aktor i piosenkarz (zm. 2012)
- 28 grudnia – Paolo Silveri, włoski śpiewak operowy (baryton) (zm. 2001)

## Zmarli
- 26 lutego – Felix Draeseke, niemiecki kompozytor muzyki klasycznej (ur. 1835)
- 28 maja – Aleksander Bandrowski, polski śpiewak operowy (tenor), librecista, tłumacz, aktor prowincjonalny w Galicji (ur. 1860)
- 23 lipca – Klementyna Czosnowska, polska śpiewaczka operetkowa (sopran) i aktorka (ur. 1864)
- 7 sierpnia – David Popper, czeski wirtuoz gry na wiolonczeli (ur. 1843)
- 3 listopada – Hans Bronsart, niemiecki pianista i kompozytor (ur. 1830)
- 9 grudnia – Franz Kullak, niemiecki pianista i pedagog (ur. 1844)

## Wydane utwory
- „The International Rag” – Irving Berlin

## Opera
- Gabriel Fauré – Penelopa
- Jules Massenet – Panurge
- Modest Musorgski – Sorochinskaya yarmarka (niedokończony)